# Södra Tremsjön
Södra Tremsjön är en sjö i Malung-Sälens kommun i Dalarna och ingår i Dalälvens huvudavrinningsområde. Vid provfiske har abborre, gädda, lake och mört fångats i sjön.